# Hälleby
Hälleby är en by i Gillberga socken, Eskilstuna kommun. 
Hälleby omtalas i skriftliga handlingar första gången 1413. Byn ligger på ett par långsträckta kullar söder om Länsväg 230. Mycket av byns bebyggelse från andra hälften av 1800-talet har bevarats. I byn finns även flera äldre hus såsom ett par enkelstugor från slutet av 1700-talet och en parstuga ombyggd på 1880-talet. 